# Mantell Screes
Die Mantell Screes sind ein rund 1500 m hoher und von Schuttkegeln (englisch screes) umgebener Felssporn im ostantarktischen Coatsland. In der Shackleton Range ragt er nordwestlich des Arkell Cirque an der Nordseite der Read Mountains auf.
Die United States Navy fertigte 1967 Luftaufnahmen von diesem Felssporn an. Der British Antarctic Survey nahm zwischen 1968 und 1971 Vermessungen vor. Das UK Antarctic Place-Names Committee benannte ihn 1972 nach dem britischen Arzt und Geologen Gideon Mantell (1790–1852), der das erste Fossil eines Iguanodon entdeckt hatte.